# Movimento operaio
Il movimento operaio è un movimento politico e sindacale.

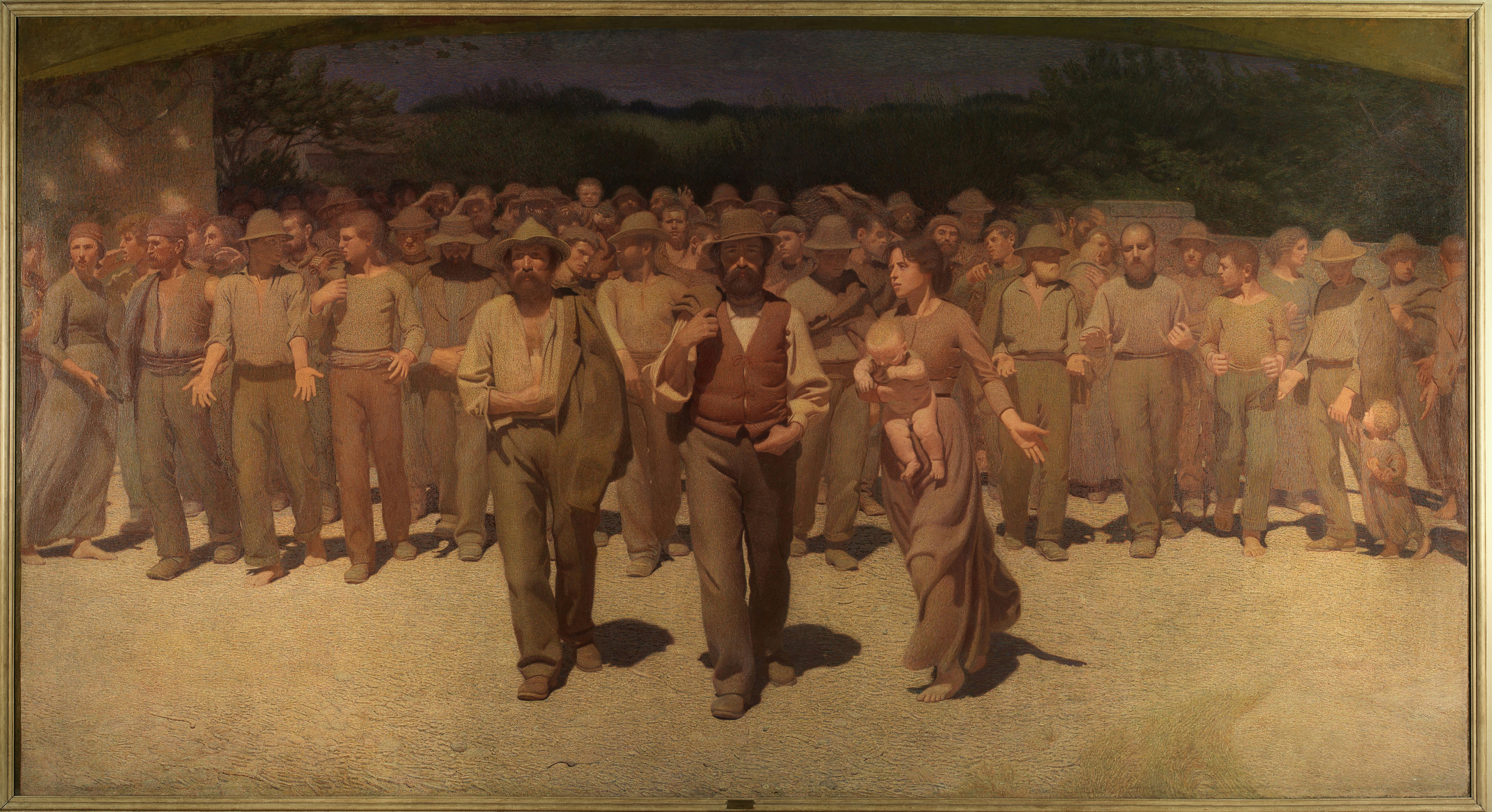
Il Quarto Stato, dipinto di Giuseppe Pellizza da Volpedo.

Il movimento operaio consiste di due ali principali: il movimento sindacale da un lato, e il movimento politico del lavoro dall'altro lato. 
Il movimento sindacale consiste nell'organizzazione collettiva dei lavoratori sviluppata per rappresentare e fare campagne per migliori condizioni di lavoro e trattamento da parte dei loro datori di lavoro e, mediante l'attuazione delle leggi sul lavoro e dell'occupazione, dai loro governi. L'unità organizzativa standard è il sindacato.
Il movimento politico del lavoro in molti paesi include un partito politico che rappresenta gli interessi dei dipendenti, spesso noto come "partito del lavoro" o "partito dei lavoratori".  Molti individui e gruppi politici altrimenti considerati rappresentanti della classe dirigente possono essere parte e attivi nel movimento operaio.
Il movimento operaio si è sviluppato in risposta alle depredazioni del capitalismo, industriale all'incirca nello stesso periodo del socialismo.  Tuttavia, mentre l'obiettivo del movimento operaio è proteggere e rafforzare gli interessi del lavoro all'interno del capitalismo, l'obiettivo del socialismo è quello di sostituire completamente il sistema capitalista.

## Storia del movimento operaio
Il movimento operaio si sviluppa  storicamente a partire dal XIX secolo in Europa e negli Stati Uniti, prende piede a seguito della rivoluzione industriale e allo sviluppo del capitalismo e della nuova borghesia imprenditoriale, con la nascita di associazioni e organizzazioni di operai volte alla conquista di miglioramenti nelle condizioni di lavoro.
Questi movimenti prendono la forma di società di mutuo soccorso, leghe operaie e leghe contadine, fino alla nascita del Sindacato. Le prime a nascere sono le Trade Unions (1824) nel mondo anglosassone, molto più tardi seguite dalle leghe francesi (1864) e tedesche (1869). Queste associazioni si pongono generalmente l'obiettivo di migliorare - attraverso le lotte sociali e le riforme - i salari ed in generale le condizioni di vita, attraverso, fra l'altro, la riduzione dell'orario lavorativo, la tutela del lavoro minorile e femminile.
È di quegli anni la nascita e lo sviluppo del socialismo scientifico (dottrina elaborata da Karl Marx e Friedrich Engels) che darà vita (insieme ad altre correnti come l'anarchismo di Michail Bakunin) alla Prima Internazionale o Associazione Internazionale dei Lavoratori (A.I.L.), da alcuni definita l'ispiratrice della Comune di Parigi il 18 marzo 1871. Seguiranno numerose altre Internazionali che si rifaranno a quella pionieristica esperienza di organizzazione proletaria e socialista sovranazionale. Importante nei primi decenni del movimento fu anche la corrente del sindacalismo rivoluzionario, ispirata al pensiero del francese Georges Sorel e che in Italia ebbe tra i suoi esponenti il socialista Arturo Labriola e, più tardi, il giovane Benito Mussolini.
Il movimento operaio nei principali paesi europei e negli Stati Uniti dà la spinta alla costituzione di movimenti politici e partiti di ispirazione popolare e operaia di diversa matrice, dai riformisti di varia ispirazione (mazziniana, socialista, laburista, cattolica) a quelli rivoluzionari, di ispirazione socialista rivoluzionaria e comunista, agli anarchici. Da questi partiti o dall'unione dei movimenti operai nacquero le prime grandi formazioni sindacali come la Confédération générale du travail in Francia (23 settembre 1895) e la Confederazione Generale del Lavoro in Italia (1906) oggi Confederazione Generale Italiana del Lavoro.
Il Partito del Lavoro (Labour Party) sorse in Inghilterra nel XIX secolo con ispirazione socialista, richiamandosi alle esperienze precedenti del Cartismo, del Fabianesimo, delle Trade Unions. Si costituì come partito nel 1909 con la confluenza delle varie organizzazioni sindacali e politiche di carattere socialista-democratico. La corrente del laburismo' si prefissava di riplasmare le vedute del socialismo e del liberalismo in una visione politica nuova che mettesse parimenti al centro le istanze di giustizia sociale tipiche del socialismo e la tutela dell'individuo in quanto soggetto di diritti inalienabili come la libertà e la proprietà.

Carlo Rosselli, esponente del radicalismo e dell'azionismo italiano, trasse ispirazione dal laburismo britannico, formulando un'originale prospettiva politica per allora inedita in Italia che va sotto il nome di socialismo liberale.
Oggi l'espressione "movimento operaio" è usata principalmente dalle forze della sinistra per indicare l'insieme del movimento sindacale e dei partiti politici di sinistra, che fanno più o meno direttamente riferimento agli interessi della classe salariata (medio-bassa).

### In Italia
Dopo l'unità d'Italia, il Real Opificio Borbonico di Pietrarsa, il più grande e importante della penisola, viene acquistato dall'industriale Luca Bogliolo. In una successiva e unilaterale "ristrutturazione aziendale" che ne consegue, prima aumenta le ore di lavoro, abbassando nello stesso tempo gli stipendi, poi taglia in maniera progressiva il personale mettendo in ginocchio la produzione. Il 23 giugno 1863, a seguito delle proteste del personale, promette di reimpiegare centinaia di operai licenziati tra il 1850 e il 1860.
Sui muri dello stabilimento compare questa scritta: "muovetevi artefici, che questa società di ingannatori e di ladri con la sua astuzia vi porterà alla miseria".
La promessa del Bozza è uno dei tanti bluff che l'impresario nasconde continuando a rassicurare i lavoratori e attenuando la loro ira pagando solo metà della paga concessa dal nuovo Governo, una sorta di prima forma di cassa-integrazione.
Il 31 luglio 1863 gli operai, a furia di licenziamenti, scendono ad appena 458, mentre a salire è la tensione. Il Bozza da una parte promette pagamenti che in realtà non rispetterà, dall'altra minaccia nuovi licenziamenti, realmente effettuati.
La provocazione supera il limite della pazienza e nel primo pomeriggio del 6 agosto 1863, il Capo Contabile dell'opificio di Pietrarsa, Sig. Zimmermann, chiede con urgenza alla pubblica sicurezza sei uomini, perché gli operai che hanno chiesto un aumento di stipendio, subiscono invece il licenziamento di altri 60 lavoratori. Poi implora addirittura l'intervento di un Battaglione di truppa regolare dopo che gli operai si sono portati compatti nello spiazzo dell'opificio in atteggiamento minaccioso.
Convergono la Guardia Nazionale Italiana, i Bersaglieri e i Carabinieri, che circondano il nucleo industriale. Al cancello d'ingresso trovano l'opposizione dei lavoratori e calano le baionette. Al segnale di trombe al fuoco, sparano sulla folla, sui tanti feriti e sulle vittime. Le forze dell'ordine parlano di sole due vittime e sei feriti trasportati all'Ospedale. Ma i morti sono almeno quattro: Luigi Fabbricini, Aniello Marino, Domenico Del Grosso e Aniello Olivieri, che saranno ricordati come le prime vittime del movimento operaio in Italia.
Nel 1888, Pietro Gori, ancora studente all'Università di Pisa, scrisse un'Epigrafe in memoria dei Martiri di Chicago. Per quella epigrafe fu incarcerato per la prima volta, perché il procuratore lo considerò l'istigatore dei disordini che si verificarono a Livorno.(Mancano le fonti di questa notizia relativa ai disordini di Livorno)
Dopo questo ci sarà il socialismo.

## Partiti politici
I partiti politici nel mondo che seguono l'ideologia del movimento operaio sono gli inglesi, i gallesi, i nord irlandesi, in Norvegia, Svezia, Danimarca. In Italia è presente una corrente all'interno del Partito Democratico; in passato tra la fine degli anni novanta era presente il gruppo parlamentare dei laburisti: Federazione Laburista. Negli USA è presente nel Partito Democratico-Contadino-Laburista del Minnesota.